# Bulletin of the Tokyo Science Museum
Bulletin of the Tokyo Science Museum (abreviado Bull. Tokyo Sci. Mus.) fue una revista científica con ilustraciones y descripciones botánicas que fue publicada en Tokio con los números 1 al 24 desde 1939 hasta 1949. Fue reemplazada por Bulletin of the National Science Museum